# Ungdomskriminalitet
Ungdomskriminalitet, ungdomsbrottslighet eller ungdomligt felande är deltagandet i olagliga aktiviteter av individer som är yngre än den lagstadgade myndighetsåldern. De flesta samhällen har i sina rättssystem särskilda föreskrifter vid hanteringen av ungdomar som begått brott, såsom ungdomshäkten, ungdomsdomstol och ungdomshem. En ungdomsbrottsling är en person med en ålder som understiger den lagstadgade myndighetsåldern och som begår en lagöverskridande handling, som ifall individen hade varit vuxen skulle åtalats som ett brott med normal straffpåföljd. Beroende på allvarligheten i ett brott kan undantag i bedömningen i olika samhällen göras. I exempelvis USA kan en ungdom åtalas och föras inför domstol som vuxen ifall brottet är allvarligt nog.
Under de senaste decennierna har den genomsnittliga åldern för när en ungdom begår sitt första brott och blir arresterad för detta sjunkit kraftigt. Ungefär 60 till 80 procent av barn och ungdomar har varit delaktiga i någon form av ungdomsbrott. Det kan handla om allt från statusbrott (röka tobak eller dricka alkohol som underårig, "rymma hemifrån" och skolk) till egendomsbrott och våldsbrott. Att så många unga begår brott är inget skäl till oro utan kan ses som normalt ungdomsbeteende. De flesta ungdomar som bryter mot lagen tenderar att engagera sig i brottsliga aktiviteter som inte innebär våld. Antalet brottsliga tillfällen är också lågt, från ett tillfälle till några få. Det är när det lagöverträdande beteendet upprepas ett flertal gånger och börja innehålla våldshandlingar som ungdomars felande sannolikt kommer att bli ihållande även efter ungdomsåren, och dessutom tillta i omfattning och allvarlighet. I det senare fallet är sannolikheten stor att de redan innan ungdomsåren började bryta mot regler och uppvisa ett antisocialt beteende.

## Orsaker
Orsakerna till brottslighet anses vara många, och flera teorier finns: ålder, kön, drogmissbruk, arbetslöshet, psykisk sjukdom, uppförandestörningar, fattigdom, vandalisering, låg intelligens, svag känslomässig anknytning och bristande impulskontroll är bara några exempel på kriminogena faktorer. I händelse av att de kriminogena intrycken och relationerna mellan ungdomarna inte förebyggs och istället fördjupas, riskerar en kriminell karriär att ta form i unga år och bli ihållande genom livet som en livsstil (livsstilskriminalitet); fram till en statistiskt för tidig död. Kriminogena faktorer behöver dock inte leda till brottslighet men bakom all brottslighet finns kriminogena faktorer.
Forskning från IFAU har visat att lägre arbetslöshet leder till färre brott i allmänhet, men inte påverkar brottsligheten bland ungdomar nämnvärt. Däremot minskade 19-20-åriga pojkars brottslighet då det tvååriga yrkesprogrammen förlängdes till tre år. Förlängningen av yrkesprogrammen hade däremot ingen effekt för flickor, eller på längre sikt för någon av grupperna.

### Risk- och skyddsfaktorer
I en systematisk översikt av översikter för våld och kriminalitet bland unga fann man riskfaktorer i form av  erfarenhet av barnmisshandel och konflikter i hemmet, bristande skolgång och att ha bristande förmåga till moraliska bedömningar. Samma översikt fann bland annat att anknytning och stöd från föräldrar utgjorde skyddsfaktorer mot våld och kriminalitet.

## Förebyggande insatser
I fråga om insatser i öppenvården för tonåringar med kriminellt beteende visar en systematisk litteraturöversikt och utvärdering från SBU att det saknas säker kunskap om vilka sådana insatser som bäst förebygger brott. Svensk socialtjänst och barn- och ungdomspsykiatri använder ett stort antal sådana insatser. Många av dessa har inte utvärderats i fråga om att förhindra nya brott bland tonåringar. Enligt SBU innebär inte detta att socialtjänsten och barn- och ungdomspsykiatrin ska sluta att använda sådana insatser. Att avstå från insatser som teoretiskt skulle kunna förebygga brott, och som upplevs fungera väl av verksamheter och klienter, kan enligt SBU:s utvärdering av etiska aspekter anses etiskt problematiskt.